# Sainte-Anne-de-Bellevue
Sainte-Anne-de-Bellevue è un comune del Canada, situato nella provincia del Québec, nella regione di Montréal.